# عزمي نصار
عزمي نصار (3 أكتوبر 1957 - 26 مارس 2007)، مدرب كرة قدم فلسطيني شغل منصب مدير المنتخب الفلسطيني لكرة القدم.
استطاع نصار تحقيق النجاح في مسيرته الرياضية كمدرب خصوصاً مع فريق مكابي الأخاء الناصرة عندما قاده لتحقيق الارتقاء إلى الدوري الإسرائيلي الممتاز، وتحقيق بطولات أخرى، إلى جانب نجاحه مع اتحاد أبناء سخنين، الذي حاز سابقاً على لفب كأس دولة إسرائيل، كأول فريق عربي يتمكن من نيل هذا اللقب.
توفي يوم 26 مارس 2007 نتيجة إصابته بورم سرطاني.

## الحياة الكروية
لعب عزمي نصّأر مهاجماً في فريق مكابي الأخاء الناصرة منذ عام 1974، وحتى مطلع 1982، عندما انتقل إلى صفوف هبوعيل حيفا ليلعب حتى عام 1986.
وبعد اعتزاله لعب الكرة، أشرف على تدريب كل من فريق بلدي دالية الكرمل، ومكابي طمرة، ومكابي كفركنا وهبوعيل مجدالكروم. فيما تمكن من حصد الارتقاء مع كفركنا والدالية.
وفي عام 1999، تم اختيار المدرب عزمي نصار، ليكون المدير الفني والمهني للمنتخب الفلسطيني، ووصل معه إلى مراتب متقدمة في دورة الألعاب العربية في كرة القدم، وانهى الدورة بالمرتبة الثالثة وبرصيد مشرف من الأهداف والنقاط. من ثم انتقل ليصبح المدرب الأول في اتحاد أبناء سخنين وارتقى معه حتى الدرجة الممتازة، قبل أن يعود في الـ 2001 إلى المنتخب الفلسطيني.
وذروة النجاحات الكروية للمدرب عزمي نصار كانت مع فريق مكابي الإخاء الناصرة عندما ظفر بالدرجة العليا الأقوى في إسرائيل، لأول مرة في تاريخ الفريق خلال الموسم الكروي 2002/2003، إلا أن نصار اقيل من الفريق بعد الفشل في التأقلم، الامر الذي أدى إلى تضعضع الأوضاع في الفريق وهبوطه مرة أخرى للممتازة، فعاد إلى منتخب فلسطين، ودربه محاولاً ظفر كأس آسيا للعام 2007، ولكن الحظ لم يكن حليفه ولا حليف المنتخب.

## عائلته وحياته الشخصية
عزمي نصار فلسطيني حمل الجنسية الإسرائيلية، وعاش في إسرائيل كإخوته من عرب الداخل أو ما يعرفون بعرب 48، تزوج من روتي نصار، وهي ابنة رجل مسيحي فلسطيني من قرية بير زيت، وأمها يهودية الأصل، لذلك فهي فحسب القوانين الإسرائيلية يهودية لأنها تتبع لوالدتها.

## روابط خارجية
- عزمي نصار على موقع قاعدة بيانات كرة القدم.إي يو (الإنجليزية)
- عزمي نصار على موقع ناشيونال فوتبول تيمز (الإنجليزية)
- عزمي نصار على موقع كووورة